# Наложница Чжэнь
Императорская наложница Кэшунь (27 февраля 1876 года — 15 августа 1900 года), более известная как наложница Чжэнь, или как Жемчужная наложница — любимая наложница предпоследнего императора Китая Гуансюя.

## Биография
Наложница Чжэнь происходила из знатного татарского рода. Её отец, Чансю (長敘), был вице-секретарем (右侍郎) Министерства доходов. Ее дед, Ютай (裕泰), был бывшим вице-генерал-губернатором провинций Шэньси и Ганьсу. Ее дядя, Чаншань (長善), служил генералом Гуанчжоу (廣州將軍).
Наложница Чжэнь попала в Запретный город в 1889 году в возрасте 13 лет и тогда же получила свой придворный титул «наложница Чжень» (珍嬪). Ее старшая сестра, которая также попала в Запретный город одновременно с ней, стала «наложницей Цзинь» (瑾嬪). Весной 1894 года обе они были награждены званием «императорская наложница» (妃) во время празднования 60-летия императрицы Цыси.
Первоначально вдовствующая императрица Цыси оценила таланты Чжэнь, для неё были наняты лучшие преподаватели, которые обучали её рисованию и игре на музыкальных инструментах. Однако Чжэнь выказывала черты характера, которые не нравились Цыси: она вдохновляла императора Гуансюя быть «сильным и независимым» и поощряла его попытки ввести политические реформы и преподавание иностранных языков. Современники также вспоминали, что Чжэнь любила фотографию и пригласила иностранных фотографов в Запретный город. Это объясняет большое количество сохранившихся её фотографий, при том что фотографий её супруга-императора сохранилось крайне мало. Ее связь с иностранцами вдобавок к ее своеобразной привычке одеваться в мужскую одежду все больше отталкивала от неё вдовствующую императрицу Цыси, которая однажды обратилась к наложнице «Бабушка Чжэнь».
Во время вторжения Альянса восьми держав в 1900 году императорский двор бежал из Запретного города в Сиань. Вдовствующая императрица Цыси приказала, чтобы наложница Чжэнь была освобождена от домашнего ареста и предстала перед ней. По слухам, Цыси сказала следующее: «Я изначально планировала пригласить Вас вместе с нами, но Вы молоды и красивы и, вероятно, будете изнасилованы иностранными солдатами по дороге. Надеюсь, вы знаете, что вам следует делать». Понимая, что в этих словах содержался скрытый намёк, Наложница Чжэнь попросила вдовствующую императрицу разрешить императору Гуансюю остаться в Пекине и вести переговоры с иностранными дипломатами. Взбешенная Цыси приказала, чтобы наложницу бросили в колодец за Дворцом Нинся в северо-восточной части Запретного города.
Однако, по словам Стерлинга Сигрейва, эта драматическая история была изобретена писателем Эдмундом Бакхаузом, чья буйная фантазия ответственна за многие мифы о вдовствующей императрице Цыси. Фактически, Цыси покинула Пекин до 14 августа. Сигрейв утверждает, что судьба Чжэнь неизвестна, но вполне возможно, что она «была задушена евнухами по своей собственной инициативе или бросилась в колодец сама».